# Incidente dello Shaanxi Y-8 dell'Aeronautica militare birmana del 2017
Il 7 giugno 2017, un aereo Shaanxi Y-8 della Tatmadaw Lei si schiantò durante un volo da Mergui, Myanmar, a Yangon, ex capitale della nazione, provocando la morte di tutti i 122 occupanti. I detriti dell'aeromobile furono trovati nel Mare delle Andamane, a 218 km da Tavoy, dalle navi della Marina militare birmana. È il peggior incidente aereo nella storia della Birmania e del 2017.

## L'aereo
L'aeromobile coinvolto era uno Shaanxi Y-8F-200 della Tatmadaw Lei (l'aeronautica militare birmana), numero di serie 5820. Era stato consegnato alla Myanmar Air Force nel marzo 2016 e aveva accumulato più di 800 ore di volo prima dell'incidente.

## Passeggeri ed equipaggio

### Equipaggio
Il comandante dell'aereo era il tenente colonnello Nyein Chan, mentre i copiloti erano Soe Thu Win e Maj Thant Zin Htay. In totale, il velivolo contava 14 membri dell'equipaggio.

### Passeggeri
108 membri del personale militare e le loro famiglie, tra cui 15 bambini, erano a bordo quando l'aereo perse le comunicazioni con la base aerea di Tavoy. A bordo c'erano sei ufficiali e altri 29 militari.

## Scomparsa
L'aereo partì dall'aeroporto di Mergui diretto a Yangon alle 13:06 ora locale (06:36 UTC). Alle 13:35, le comunicazioni vennero perse, quando il velivolo si trovava 37 chilometri a ovest di Tavoy (13°48′N 98°02′E). L'aereo stava volando ad un'altitudine di circa 18 000 piedi (5 500 m) al momento della perdita di contatto. Venne lanciata un'operazione di ricerca e salvataggio nel Mare delle Andamane. Un portavoce non identificato riferì che le condizioni meteo non erano ritenute essere un fattore nella scomparsa del velivolo. Dall'aeromobile non era stata ricevuta alcuna richiesta di aiuto.

### Ricerca
Nove navi della Marina militare birmana, tre aerei militari e alcuni elicotteri furono inviati per assistere nella ricerca. Il 7 giugno venne riferito che detriti dall'aeromobile erano stati trovati 218 chilometri da Tavoy da una nave della Marina. L'8 giugno furono ritrovati 29 corpi.
Il relitto era sparso su una vasta area, indicando che l'aereo poteva essersi disintegrato in volo. I temporali ostacolarono la ricerca del relitto. Il 9 giugno, le speranze di trovare sopravvissuti stavano svanendo. Successivamente fu riferito che non c'erano sopravvissuti. Invece, altri corpi e detriti erano stati trovati sparsi nel Mare delle Andamane.
L'incidente è il peggiore mai avvenuto in Birmania, superando l'incidente del Fokker F27 Friendship 500 del 1987, in cui erano morte 49 persone.
Il 15 giugno, un peschereccio che aiutava nella ricerca trovò la coda dell'aereo al largo della Myinkhwar Aww Bay. Le scatole nere vennero recuperate il 18 giugno.

## Indagine
Gli investigatori scoprirono che il pilota aveva perso il controllo dopo essere entrato in una fitta tempesta. Il ghiaccio formatosi sulle ali e improvvisi venti trasversali avevano portato l'aereo allo stallo, come riportarono i media statali. Anche se era la stagione dei monsoni in Myanmar, al momento non c'erano notizie di maltempo. La comunicazione con il volo era stata persa mezz'ora dopo la partenza del breve viaggio di routine.
I media birmani dichiararono:
Dopo aver studiato i dati della scatola nera, gli investigatori conclusero che l'incidente "non era dovuto ad alcun atto di sabotaggio, esplosione o avaria del motore". L'aereo stava volando dall'aeroporto di Mergui a quello di Yangon, mentre i detriti furono trovati in mare, al largo della città costiera di Tavoy. Non è però chiaro il motivo per cui il pilota abbia volato nella tempesta, dato che il radar meteorologico normalmente consente di evitare tali fronti meteorologici avversi.